# Bryan Verboom
Bryan Verboom (Anderlecht, 30 gennaio 1992) è un calciatore belga, difensore dell'Olympic Charleroi.